# Colonnata
Colonnata is een plaats (frazione) in de Italiaanse gemeente Carrara.

## Galerij

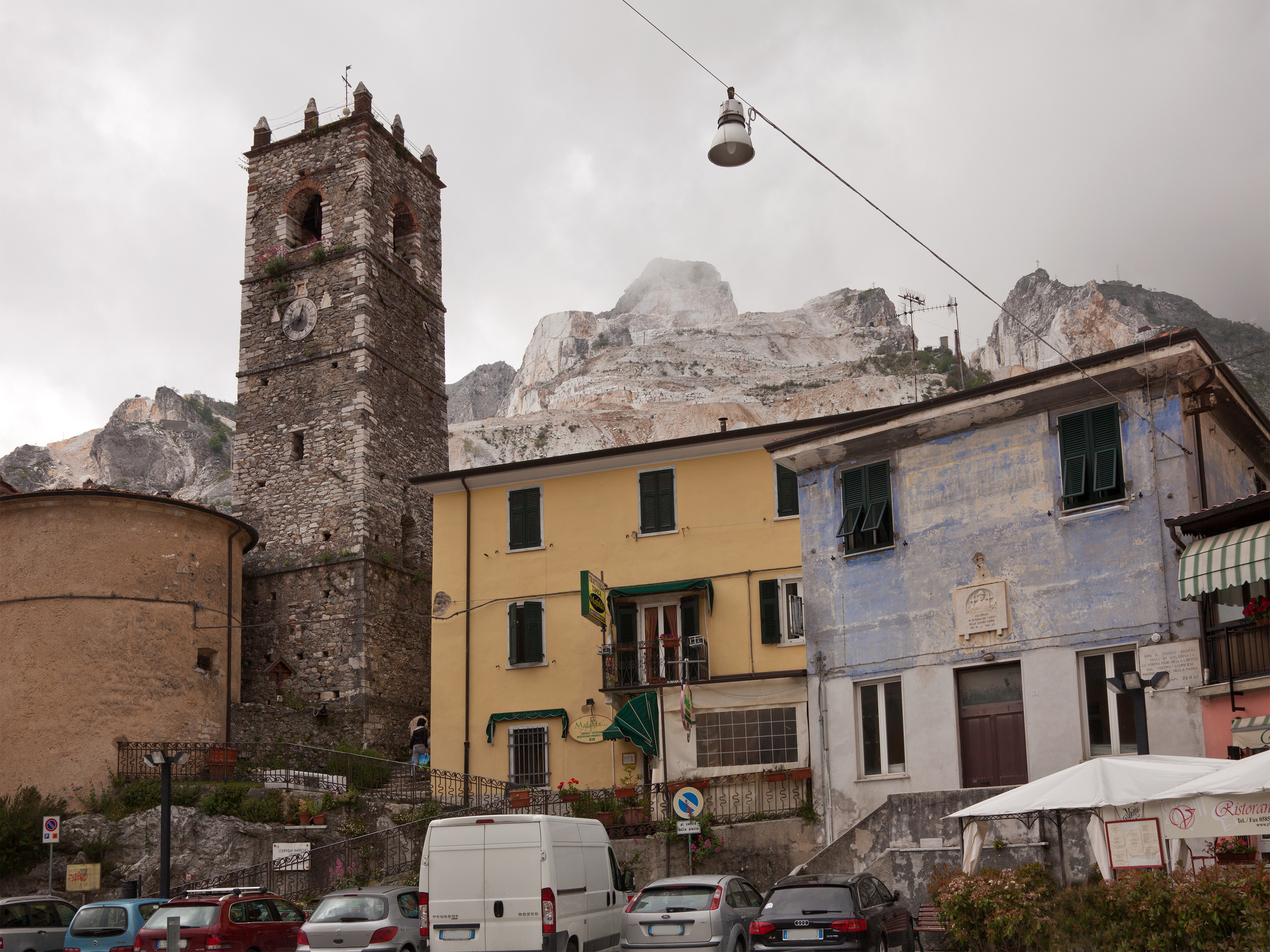
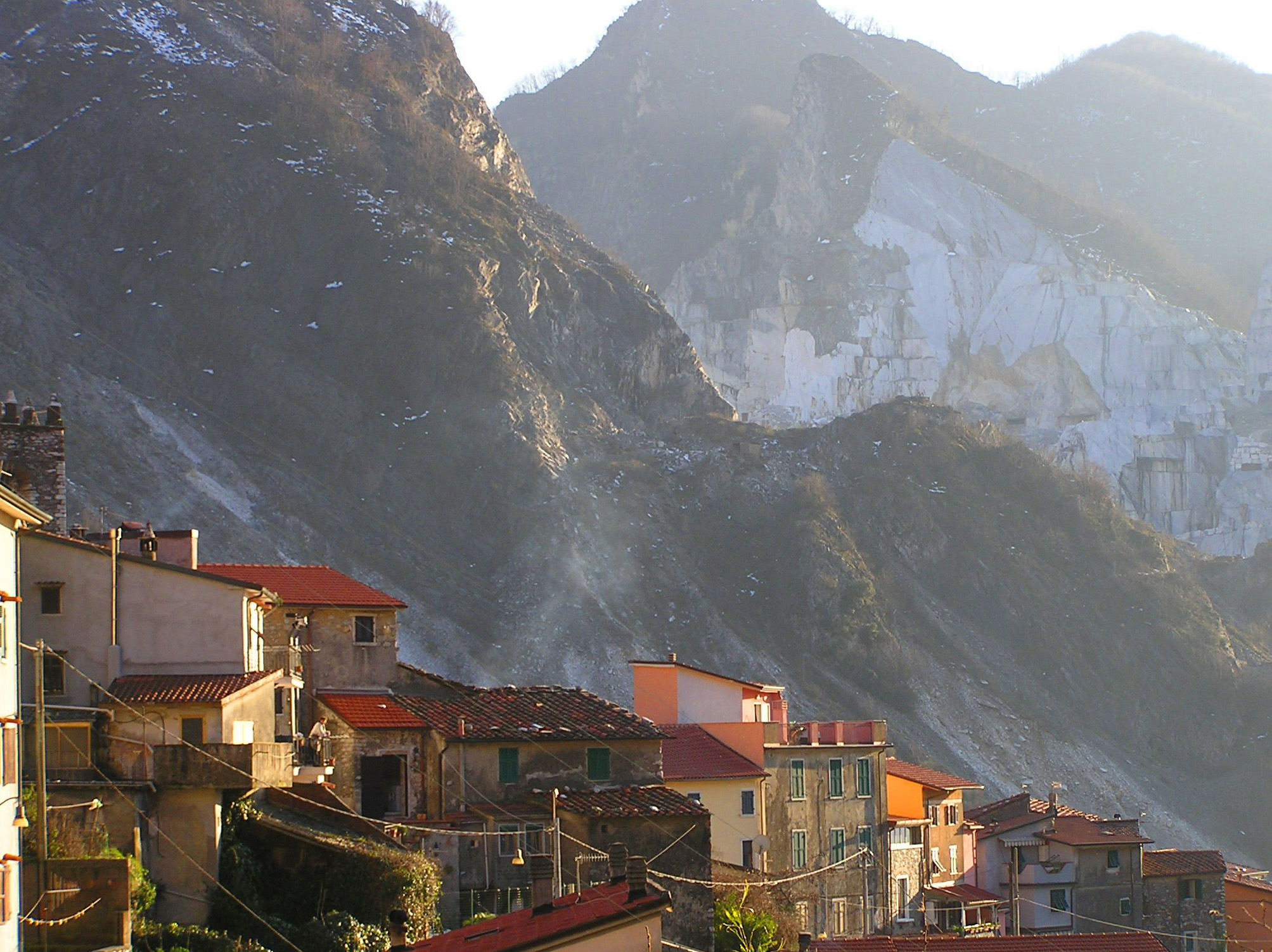
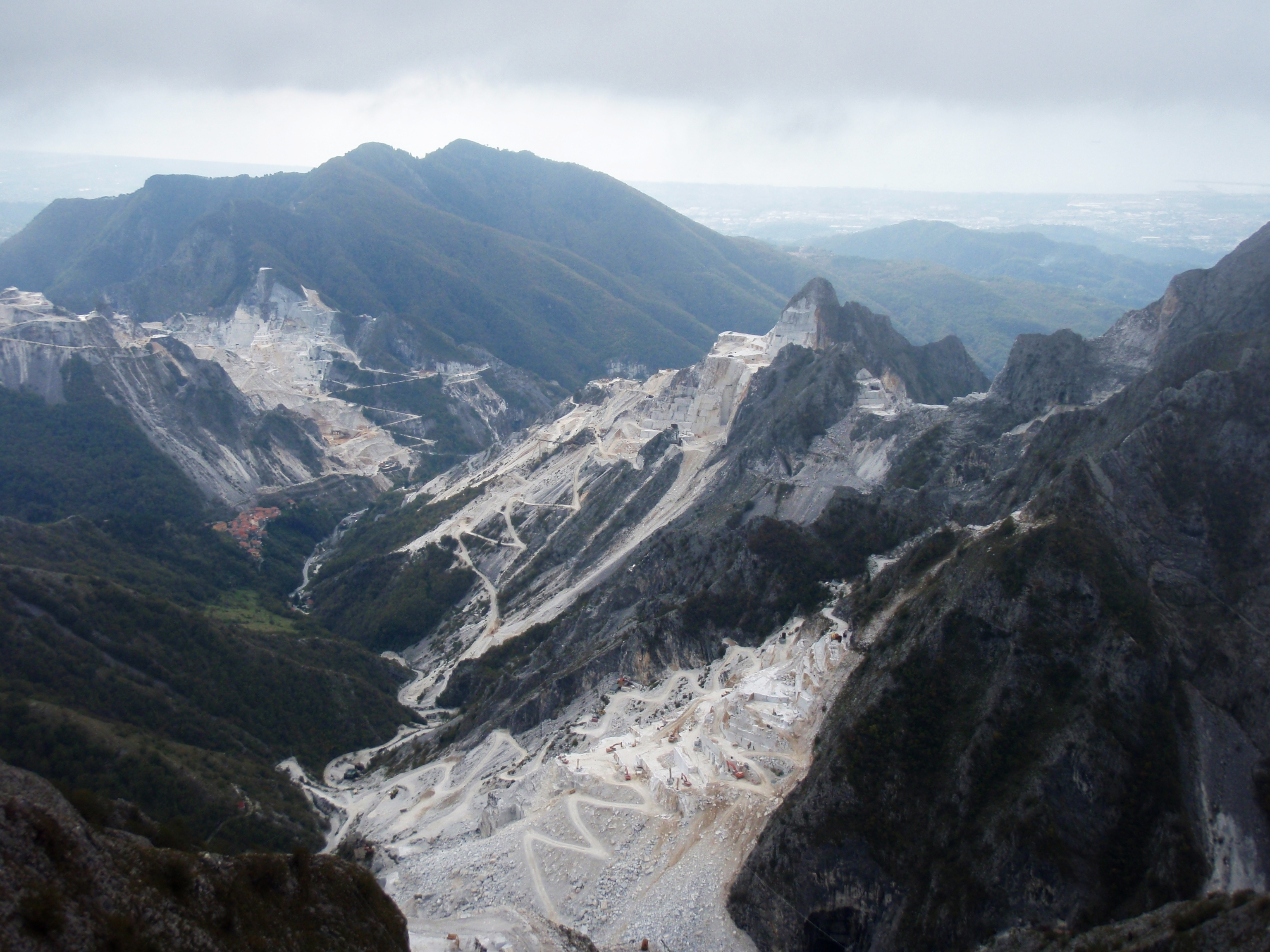
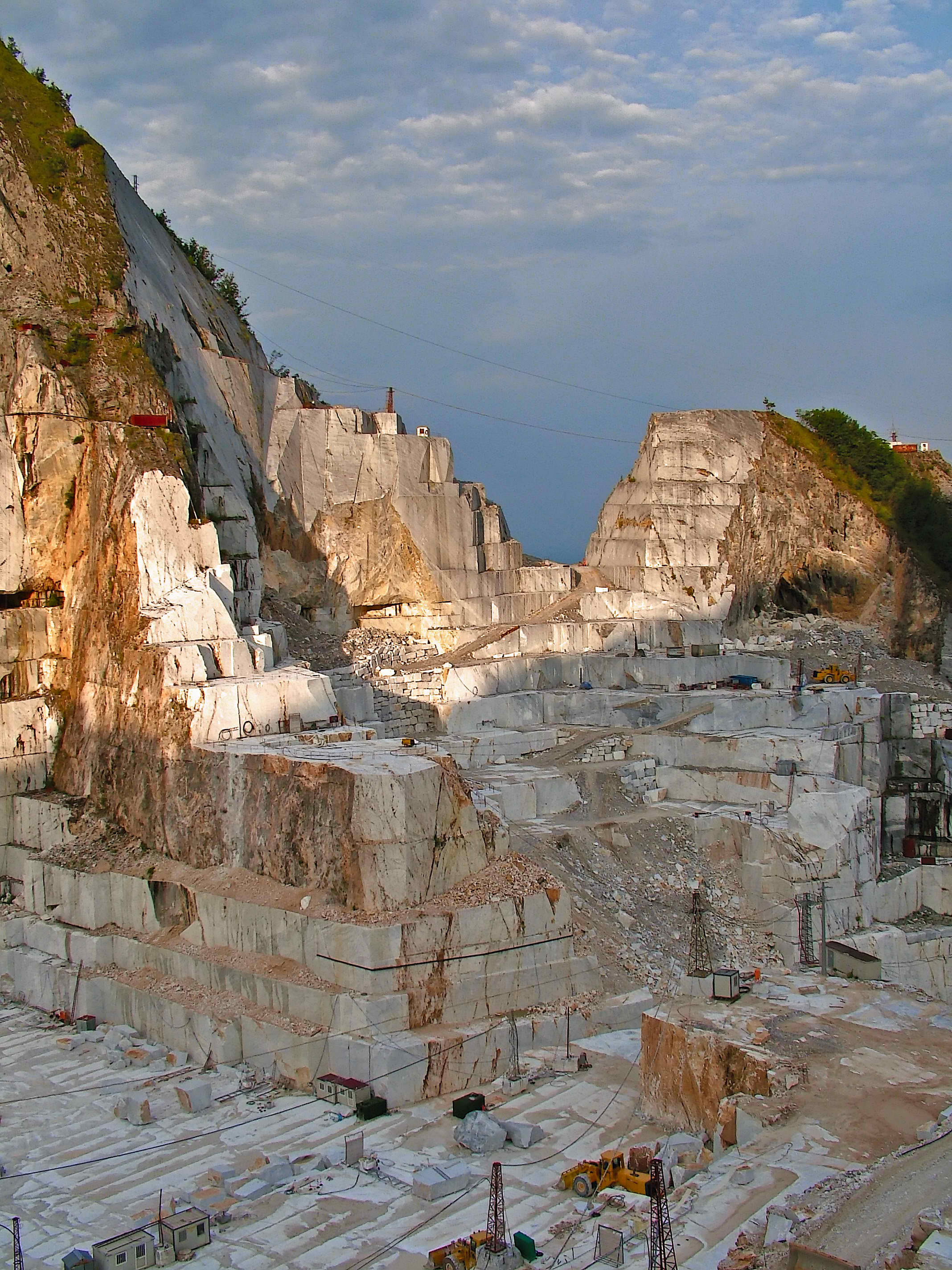
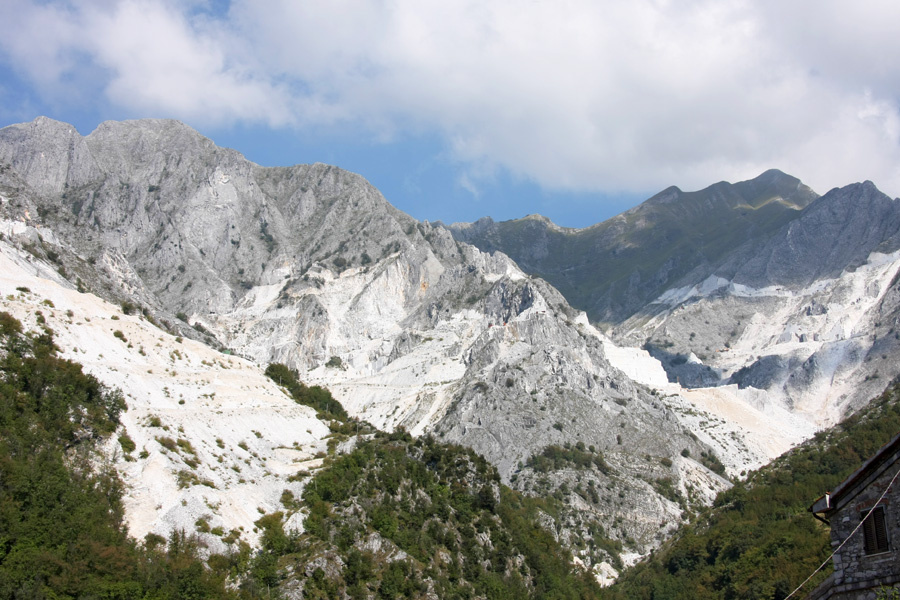